# Dasymallomyia clausa
Dasymallomyia clausa är en tvåvingeart som beskrevs av Alexander 1940. Dasymallomyia clausa ingår i släktet Dasymallomyia och familjen småharkrankar. Inga underarter finns listade i Catalogue of Life.